# Vanessa Veracruz

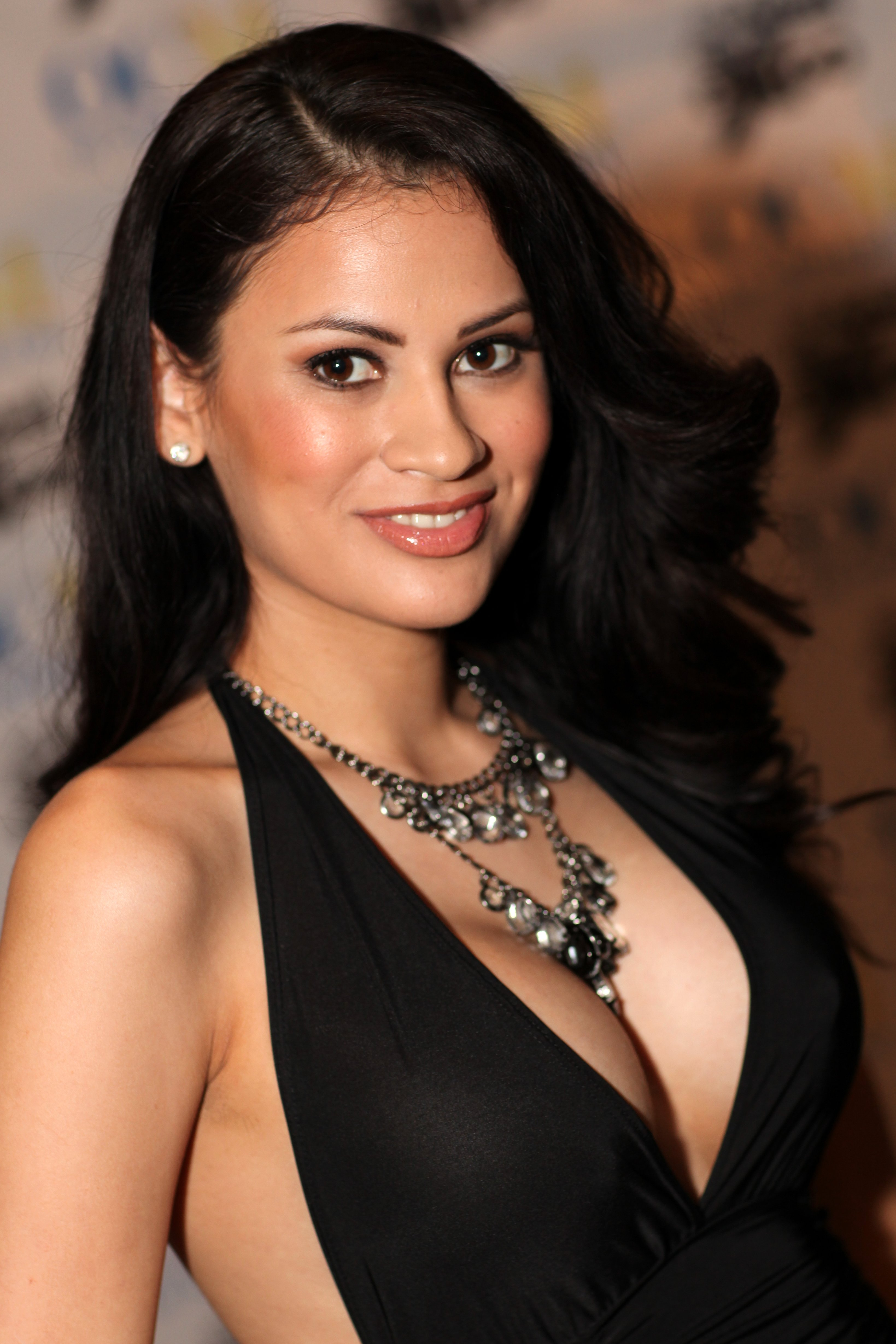
Vanessa Veracruz auf der AVN Adult Entertainment Expo 2013

Vanessa Veracruz (* 6. Dezember 1987 in San Fernando Valley, Kalifornien) ist eine US-amerikanische Pornodarstellerin und ‑regisseurin. Sie spielt ausschließlich in Solo- und Lesbenszenen mit, bezeichnet sich selbst aber als bisexuell.

## Karriere
Veracruz stieg 2011 in die Pornofilmindustrie ein, um ihre Ausbildung zur Krankenschwester zu finanzieren. Im April 2012 spielte sie unter der Regie von Dani Daniels im Film Dani Daniels' Fantasy Girls mit. Ende 2014 gab sie beim Film Living on Fantasy Lane ihr Regiedebüt. Im Oktober 2015 veröffentlichte sie ihre eigene Website, wo sie im Mai 2016 auch ihre erste Analszene veröffentlichte. Anfang 2016 erhielt sie den XBIZ Award als Girl/Girl Performer of the Year. Im Juni 2016 spielte sie neben Penny Pax im Film Lesbian Triangles 34 eine Hauptrolle. Im Juli 2016 erschien der Film Lesbian PsychDramas 22, in welchem sie eine Hauptrolle spielt, und in dessen Vorgänger, Lesbian PyschoDramas 21 – Messed Up!, sie bereits mitwirkte. Mitte 2016 spielte sie im Sci-Fi-Thriller DNA mit, welcher im September 2016 erschien.

## Filmografie (Auswahl)
- 2011: Lesbian Stepsisters 1
- 2011: Slut-ber Party
- 2011: This Ain't American Chopper XXX
- 2011: Barely Legal 123
- 2012: Dani Daniels' Fantasy Girls
- 2012: Dirty Little Secrets
- 2012: Hot and Mean 4
- 2013: Chemistry 2
- 2013: Cuntry Pussy
- 2013: Dreams, Screams and Creams
- 2014: Between The Headlines: A Lesbian Porn Parody
- 2014: Girls Loving Girls: First Time Experience 7
- 2014: Sleepover 2
- 2015: Babes Illustrated: Girls in Lust
- 2015: The Business of Women
- 2015: Living on Fantasy Lane (Regie)
- 2016: Lesbian PsychDramas 21
- 2016: Lesbian PsychDramas 22
- 2016: DNA
- 2016: Lesbian Triangles 34

## Auszeichnungen
| Jahr | Preis          | Kategorie                       | Werk                                                                | Resultat  |
| ---- | -------------- | ------------------------------- | ------------------------------------------------------------------- | --------- |
| 2013 | AVN Award      | Best Solo Sex Scene             | Dirty Little Secrets                                                | Nominiert |
| 2013 | Sex Award      | Sexiest Adult Star              |                                                                     | Nominiert |
| 2014 | Fanny Award    | Ethnic Performer of the Year    |                                                                     | Nominiert |
| 2015 | AVN Award      | Fan Award: Best Boobs           |                                                                     | Nominiert |
| 2015 | AVN Award      | All-Girl Performer of the Year  |                                                                     | Nominiert |
| 2015 | XBIZ Award     | Girl/Girl Performer of the Year |                                                                     | Nominiert |
| 2016 | XBIZ Award     | Girl/Girl Performer of the Year | Gewonnen                                                            |           |
| 2016 | XBIZ Award     | Best Actress - All-Girl Release | The Business of Women                                               | Nominiert |
| 2016 | AVN Award      | Best All-Girl Group Sex Scene   | The Business of Women (zusammen mit Shyla Jennings und Abigail Mac) | Nominiert |
| 2016 | AVN Award      | All-Girl Performer of the Year  |                                                                     | Nominiert |
| 2016 | XRCO Award     | Best Lesbian Performer          |                                                                     | Nominiert |
| 2020 | PornHub Awards | Top Lesbian Performer           |                                                                     | Gewonnen  |